# Zoologická zahrada Spišská Nová Ves
Zoologická záhrada v Spišské Nové Vsi je nejmenší a zároveň nejmladší ZOO na Slovensku. Je členem Unie českých a slovenských ZOO (UCSZ) a Slovenské asociace ZOO (Sazza). Má rozlohu 8,5 ha, chová přibližně 70 živočišných druhů s celkovým počtem 250 jedinců. Součástí areálu je arboretum s 30 druhy dřevin.

## Poloha
Areál ZOO se nachází v jihovýchodní části města na Sadové ulici, v těsné blízkosti sídliště Tarča. Rozkládá se v městském parku, areálem protéká potok Holubnica. Z centra města je dostupná autobusovou linkou místní MHD č. 2.

## Historie
ZOO byla založena v květnu 1989 a v říjnu téhož roku získala od Ministerstva kultury Slovenské republiky oprávnění na chov chráněných druhů živočichů. Od 1. ledna 2000 je příspěvkovou organizací města. 23. července 2008 povodeň na potoce Holubnica zasáhla i ZOO.